# Seo Eun-ah
Seo Eun-Ah (26 de febrero de 1989) es una actriz surcoreana.

## Carrera
Se graduó de la Universidad Nacional de Artes de Corea, Escuela de Drama con un Major en Actuación y un minor en Danza, comenzando su carrera artística en el año 2005 apareciendo en comerciales de la marca Dove.
En 2013 venció a otras 200 aspirantes en la audición para el papel principal de una estudiante que tiene un romance con su profesor en la película Act, por la que ganó el Premio Grand Bell  a Mejor Actriz revelación.

## Filmografía

### Películas
| Año  | Título                                  | Papel                                      | Ref.          |
| ---- | --------------------------------------- | ------------------------------------------ | ------------- |
| 2008 | Good Yeon-Ha (cortometraje)             | amiga de Soo-Jin                           |               |
| 2008 | Dance of a Free Bird (cortometraje)     | Chica en cita a ciegas                     |               |
| 2010 | With My Lover on Weekend (cortometraje) | Yoon Ji De-De                              |               |
| 2012 | U. F. O.                                | Lee Ji-Hyun                                |               |
| 2012 | Spooky Story (cortometraje)             | Son Joo Young                              |               |
| 2012 | Fighting Family (cortometraje)          | asistente de producción en Casa de Compras |               |
| 2013 | Act                                     | Ha Yeon-Mi                                 | [ 9 ]         |
| 2013 | Commitment                              | alumna de la academia de baile             | [ 10 ] [ 11 ] |
| 2014 | La Juventud                             | Go-Eun (segmento "Play Girl")              | [ 12 ]        |
| 2015 | Heuksan Island                          | Seol-Ran                                   | [ 13 ]        |
| 2016 | Missing Woman                           | Soo-Ryun                                   | [ 14 ]        |
| 2017 | Vacaciones En Roma                      | Ae-Ri                                      |               |

### Series de televisión
| Año  | Título                 | Rol                       | Red     | Ref.   |
| ---- | ---------------------- | ------------------------- | ------- | ------ |
| 2013 | Flower Boys Next Door  | Eun-Ah                    | tvN     |        |
| 2015 | Missing Noir M         | Eun Chae-Rin (ep.3-4)     | OCN     |        |
| 2015 | Hidden Identity        | (ep.13)                   | tvN     |        |
| 2015 | Drama Special – Secret | Nguyen Thuy Tien          | KBS2    |        |
| 2016 | Signal                 | Yoo Seung-Yeon (ep.10-11) | tvN     |        |
| 2017 | Tunnel                 | Kim Mi-Soo (ep.6)         | OCN     |        |
| 2017 | My Sassy Girl          | Mal-Geum                  | SBS     |        |
| 2018 | Your House Helper      | Han So-mi                 | KBS2    | [ 15 ] |
| 2018 | Arthdal Chronicles     | Asa Mot                   | tvN     |        |
| 2023 | Queenmaker             | Seon-young                | Netflix | [ 16 ] |

### Vídeos musicales
| Año  | Título de la canción | Artista       |
| ---- | -------------------- | ------------- |
| 2013 | "Difficult Woman"    | Jang Bum-Joon |

## Teatro
| Año  | Título           | Papel          |
| ---- | ---------------- | -------------- |
| 2010 | Victory in Music | Mamá de Eun-Ah |

## Premios y nominaciones
| Año  | Premio               | Categoría               | Nominación | Resultado |
| ---- | -------------------- | ----------------------- | ---------- | --------- |
| 2013 | 50 Grand Bell Awards | Mejor Actriz Revelación | Act        | Ganadora  |